# 黑魢
黑魢（学名：Girella nigricans）为輻鰭魚綱鱸形目鱸亞目魢科魢属的鱼类，俗名黑已鱼。分布于中東太平洋區，從美國加州至墨西哥加利福尼亞灣海域，多生活于岩礁海岸，在春季時會成群活動，在上層水域產卵，主要以藻類為食，偶會以無脊椎動物為食，可做為食用魚及遊釣魚。该物种的模式产地在長崎、日本。